# Marguerite Pearson
Marguerite Pearson (Tesseine) (6 de septiembre de 1932 – 4 de enero de 2005) fue una jugadora polivalente que jugó en la Liga de Béisbol Profesional Estadounidense Femenina entre las temporadas de 1948 y 1954. Con una altura de 1,65 metros y 56 kg de peso, Pearson bateó y arrojó con la diestra. Su apodo era ″Dolly".
La Liga de Béisbol Profesional Estadounidense Femenina (AAGPBL) floreció en los años 40 cuando las Grandes Ligas de Béisbol se quedaron a la espera cuando los hombres fueron a la Segunda Guerra Mundial. La Liga se creó en 1943 por el dueño de los Chicago Cubs Philip K. Wrigley, y se disolvió al final de la temporada de 1954. En sus doce años de historia, la AAGPBL dio a más de 600 mujeres atletas la oportunidad de jugar profesionalmente al béisbol y jugar a un nivel que nunca antes habían alcanzado.
Durante su mandato de siete años en la AAGPBL, Dolly Pearson se mudó mucho, jugando para siete clubs diferentes en siete ciudades diferentes ya que la liga movía a las jugadoras según fuese necesario para ayudar a que los equipos más débiles se mantuviesen a flote. Ella juagó en todas las posiciones, excepto en la de cácher, antes de convertirse en campocorto regular. Pearson nunca tuvo la oportunidad de jugar para un contendiente pendiente o un equipo campeón.
Después de que se terminase su carrera en el béisbol, Pearson se hizo un nombre por promover las actividades deportivas juveniles para proporcionar un ambiente seguro y orientado a la familia en el campo, lo que la llevó a ser incluida en varios Salones de la Fama..
Nacida en el vecindario de Hazelwood, en Pittsburgh, Pensilvania, Pearson era la hija de William y Retha (Hayes) Pearson. Acudió al Allderdice High School.[cita requerida] Jugaba al béisbol con chicos y se  ganó una reputación. Y un cazatalentos de la AAGPBL tomó fuerza y contrató a Pearson a los 14 años de edad, siendo la jugadora más joven en jugar en la liga.
Pearson entró en la liga en 1948 con los Muskegon Lassies, jugando para ellos durante un año antes de unirse a los Peoria Redwings (1949), Racine Belles (1950), Battle Creek Belles (1951), Kalamazoo Lassies (1951–1952), South Bend Blue Sox (1953) y Grand Rapids Chicks (1954).
El último día de su primera temporada, Pearson celebró su 16.º cumpleaños para sorpresa de todo el mundo, porque creían que ella ya tenía 16 años (la edad mínima según las normas), así que tuvo que jugar ilegalmente todo el año. Además de Dolly, ella también recibió otros apodos raros en la AAGPBL,  "Buttons" (botones). Pearson recibió su curioso apodo en un viaje del club, cuando quería jugar con todos los botones del tren. En general, Pearson apareció en 82 partidos, golpeó 182 con 15 carreras y 12 carreras impulsadas.
En 1949, Pearson bateó .216 con Peoria, jugando sólo en 30 partidos en varias posiciones. En Racine al año siguiente, comenzó de jardinera central y consiguió un .235 de media con 41 carreras y 47 carreras impulsadas en 110 partidos. Luego, en 1951, la desplazaron de nuevo, esta vez a Battle Creek, donde comenzó de campocorto, la posición en la que jugaría por el resto de su carrera. Además, fue enviada a Kalamazoo a mitad de temporada, combinando un .190 de media en 100 partidos para ambos equipos.
Pearson golpeó .185 en 44 partidos para Kalamazoo en 1952 y se trasladó a South Bend en 1953. Apareció en 90 partidos para los Blue Sox, bateando .185 con 29 carreras impulsadas y 38 carreras. Fue seleccionada para el Equipo All-Star en 1953. Luego, se unió a los Grand Rapids en 1954, durante lo que resultó ser la última temporada de la AAGPBL. La liga redujo ese año el tamaño de la pelota 10 pulgadas al tamaño de las Grandes Ligas. Como resultado, Pearson comenzó a golpear la pelota con autoridad y registró un promedio de .327 con 272 bateos, 18 home runs , 10 bases robadas, un porcentaje de slugging de .544, impulsando 57 carreras y anotando 68 veces, estableciendo unos tiempos de carrera. En 85 partidos , cometió 29 errores en 350 oportunidades en un promedio de porcentaje de campo de .917.
Una vez que la liga se terminó, Dolly se estableció en Grand Rapids, Míchigan durante 15 años antes de mudarse a Mount Pleasant, Míchigan. Comenzó a jugar al sóftbol, hasta la edad de los 65 años, cuando se club había ganado 18 campeonatos. Se casó con Edward Tesseine en 1955. Tuvieron cuatro hijos: Retha, Sam, Ron y Ed, y cinco nietos. Ella trabajó en el departamento deportivo de la Universidad de Míchigan Central durante varios años, mientras ayudaba a su marido a llevar el bar del que eran dueños en Mount Pleasant, E.J.'s Lounge, hasta 1981.
Viuda desde 1991, Pearson se jubiló en 1994 y se involucró en el Programa Abuelos de Acogida. Los niños siempre fueron una parte importante de su vida, ya que ella comenzó su primer programa T-ball en Mt. Pleasant. También entrenó a equipos de béisbol de chicos y equipos de sóftbol de chicas, en todos los niveles, en el área de Míchigan, y entrenó a un equipo de bolos femenino sénior durante muchos años.
Fue la campeona de bolos individual en Grand Rapids, Míchigan City en 1968.

## Honores y premios
Desde 1988, es parte de Women in Baseball, una exhibición permanente situada en el Salón de la Fama del Béisbol en Cooperstown, Nueva York, que se presentó para honrar a toda la Liga de Béisbol Profesional Estadounidense Femenina. También fue incluida en el Salón de la Fama de los Deportes de Grand Rapids, el Salón de la Fama de la Asociación de Sóftbol Aficionado de Míchigan, el Salón de la Fama de Sóftbol del Estado de Míchigan, y el Salón de la Fama de Jugadores de Bolos de Mount Pleasant.
Dolly Pearson falleció en su casa de Mount Pleasant, Míchigan a los 72 años de edad.